# Кулегашское сельское поселение
Кулегашское се́льское поселе́ние — муниципальное образование в Агрызском районе Татарстана Российской Федерации.
Административный центр — село Кулегаш.

## Площадь, численность и состав населения
Территория муниципального образования занимает — 4270,8 га, в том числе площадь земель сельскохозяйственного назначения 3266 га.

## История
В 1950 году Кулегашский сельский совет объединил деревни Кулегаш, Кам-Ключ, Байтуганово и Ожбуй. В 1962 году центр Сельского Совета был перенесен в д. Волково и Сельский Совет стал называться Волковским, а в 1978 году снова был перенесен в д. Кулегаш.
Статус и границы сельского поселения установлены Законом Республики Татарстан от 31 января 2005 года № 14-ЗРТ «Об установлении границ территорий и статусе муниципального образования „Агрызский муниципальный район“ и муниципальных образований в его составе».

## Население
| 2010 | 2011 | 2012 | 2013 | 2014 | 2015 | 2016 |
| ---- | ---- | ---- | ---- | ---- | ---- | ---- |
| 486  | ↘485 | ↘470 | ↘458 | ↘449 | ↗458 | →458 |
| 2017 | 2018 | 2019 | 2020 |      |      |      |
| ↘443 | ↘433 | ↗435 | ↘415 |      |      |      |

## Состав сельского поселения
| № | Населённый пункт | Тип населённого пункта       | Население |
| - | ---------------- | ---------------------------- | --------- |
| 1 | Байтуганово      | деревня                      |           |
| 2 | Волково          | село                         |           |
| 3 | Кулегаш          | село, административный центр |           |
| 4 | Ожбуй            | деревня                      |           |